# Bất công
Bất công (Không công bằng) là một tình trạng hay là cảm nhận liên quan đến việc bị đối xử không công bằng (bị phân biệt đối xử) hoặc nhận được kết quả không tương xứng. Thuật ngữ này có thể được áp dụng trong tham chiếu đến một sự kiện hoặc tình huống cụ thể, hoặc một hiện trạng (tình trạng hiện có) rộng hơn. Trong triết học và luật học phương Tây, bất công thường là  -nhưng không phải luôn luôn- được xác định là một trong hai trường hợp không có hoặc là ngược lại với công lý và công bằng.
Xử lý tùy tiện, độc tài là một trong những lý do chính cho sự bất công, bởi vì qua đó những nguyên tắc công bằng và trung lập bị phá vỡ. Việc không làm trọn những trách nhiệm, bổn phận cũng được xem là tạo ra bất công.
Sự cảm nhận sự bất công là một tính năng phổ quát của con người, mặc dù hoàn cảnh cụ thể được coi là bất công có thể khác nhau từ nền văn hóa này đến văn hóa khác. Trong khi ngay cả hiện tượng của thiên nhiên đôi khi có thể khơi dậy cảm giác bất công, cảm giác thường thấy là liên quan đến hành động của con người như  lạm dụng, áp bức,  bỏ bê, hoặc những  hành động phi pháp, sai sót mà không được sửa chữa, điều chỉnh hay là xử phạt bằng một hệ thống pháp luật hoặc con người đồng loại.
Nhận thức sự bất công là một động lực quan trọng cho nhu cầu  thiết lập công lý và  cho một trách nhiệm tự nhiên để loại bỏ sự bất bình đẳng.  Sự cảm nhận sự bất công có thể là một điều kiện tạo động lực mạnh mẽ, khiến mọi người hành động không chỉ để bảo vệ mình mà còn bảo vệ những người khác mà họ cảm nhận là bị đối xử bất công.

## Nhận thức về sự bất công
Nhà xã hội học người Pháp François Dubet trong một nghiên cứu về "Cảm nhận bất công tại nơi làm việc với một lý thuyết đa nguyên của sự nhận thức công bằng xã hội những vi phạm của công bằng" đã phân loại theo ba nguyên tắc:
- Vi phạm về bình đẳng: không có nghĩa là chủ nghĩa bình quân, mà là bình đẳng về vị trí và triển vọng nghề nghiệp;
- Không công nhận thành tích cá nhân như là một phần của một hệ thống phân cấp và trọng dụng nhân tài;
- Giảm bớt quyền tự chủ cá nhân, đó là, những cơ hội để phát triển các sáng kiến cá nhân và nắm bắt cơ hội để tự thực hiện.[5]